# 心包炎
心包炎（英語：pericarditis）是心包（心脏周围的纤维囊）发生的炎症反应，涉及心包腔的臟层、壁层心外膜。心包炎分为急性和慢性，可使心脏受压而舒张受限制，且心包大量积液时可发生心脏压塞症状。
心包炎症狀多半是突然出現的急性胸痛，疼痛的部位也會出現在肩膀、頸部或是背部，若坐姿較直，疼痛會比較和緩，若躺下或是深呼吸，其疼痛會加劇。其他症狀包括有發燒、虛弱、心悸及呼吸困难，偶爾也有漸進式發作的症狀。
一般認為心包炎是由於病毒疾病造成，其他的病因包括像是结核病造成的細菌感染、尿毒症性心包炎，或是因為心肌梗死、癌症、自體免疫性疾病、胸腔外傷之後的影響。不過不太容易診斷心包炎的病因。診斷一般是以胸痛、心包摩擦音、特定的心电图（ECG）變化、心包積液為基礎，像心肌梗死也會有類似的症狀。
治療方式主要會使用非甾体抗炎药，也可能使用秋水仙素，若不適合使用上述藥物，則會使用皮質類固醇，若是典型的症狀，治療會在幾天內改善，不過偶爾也有持續數月的情形。其併發症包括心包填塞、心肌炎及縮窄性心包炎，心包炎會是胸痛的原因，不過並不常見。每一千人中，一年內有罹患心包炎比例的人約為3人，最容易罹患心包炎的是20歲至50歲的男性，其中有30%以下的人會罹患一次以上的心包炎。

## 病因
心包炎很可能是由结核或风湿造成的。另外如果化脓性细菌所引起的败血症没有得到及时治疗，同时也可以衍生引起心包炎。总体来说，由病毒感染引起的心包炎常见，然而由尿毒症引起的心包炎较为少见。美国疾病控制和预防中2021年6月23日召开的免疫实践咨询委员会会议透露，全美已报告超过1200起年轻群体接种辉瑞或莫德纳冠病疫苗后出现心包炎病例。

## 分类

### 急性心包炎
急性心包炎可能与细菌、结核、风湿、化脓性细菌败血症、病毒感染和尿毒症有关。如果不及时排除心包内的积液，颈部静脉与上肢浅表静脉会有膨出现像；面部或下肢会有浮肿现象，肝脏肿大，血压过低的一些现象。

#### 化脓性心包炎
化脓性心包炎（suppurative pericarditis）是以大量中性粒细胞渗出为主的表面化脓性急性心包炎。化脓性心包炎发作时，会由于心脏内积蓄了过多的脓液而压迫心脏，导致死亡。这种病属于急性病症。一开始，病人会感到身体过度发热，心胸前感觉超乎异常的压力，喘气忽急且困难。如果听查心胸前部，可听到心包的摩擦声音。

### 慢性心包炎

#### 粘连性心包炎
粘连性心包炎（adhesive pericarditis）有轻微的瘢痕和心包局部疏松的粘连，不影响心功能，常无症状。

#### 缩窄性心包炎
缩窄性心包炎（constrictive pericarditis）是由于心包腔内渗出物长期的机化和瘢痕形成，使心包腔完全闭锁，形成致密厚实的结缔组织囊而紧包在心脏周围，使心脏在舒张时不能充分扩展的慢性疾病。

## 治療
急性心包炎的治疗方法主要由消炎和解除心脏受心包压力的齐步治疗。如果确定是化脓性细菌所导致的败血病引起的急性心包炎，则可根据不同的化脓性细菌选择不同的抗菌素治疗；如果是结核性心包炎，即可让病人服用抗结核药物；如果是风湿或者是病毒性导致的心包炎，可以用强的松（prednisolone）治疗。如果发现心包层内积液多或已经开始浓化，紧压心脏，随时可能压破心脏膜，危急病人的生命，需要做紧急的心胸开刀手术，手术剥离心包膜后，以穿刺抽出方式，取出心包中的积液与积脓，减少心包对病人心脏的压力。手术完毕后，再对
心包炎进行长期的服药治疗。
如果急性心包炎通过急性结核性与化脓性心包炎经过一番治疗得不到结果，或暂时改善但日后重发并且发得更重可能说明病人的急性心包炎已经发展成了缩窄性心包炎。